# Homer Simpson
Homer Jay Simpson és un dels personatges principals de la sèrie animada de televisió Els Simpson, el patriarca de la família epònima. El doblador original és Dan Castellaneta i en la versió en català va ser doblat per Ramon Puig. Aparegué per primer cop, juntament amb la resta de la seva família, al curtmetratge «Good Night» de The Tracey Ullman Show, el 19 d'abril de 1987. El dibuixant Matt Groening creà i dissenyà Homer mentre esperava a l'entrada de l'oficina de James L. Brooks. Havien cridat Groening per llançar una sèrie de curtmetratges basats en la seva tira còmica Life in Hell, però a l'últim moment aquest decidí crear un nou conjunt de personatges. Un d'ells adoptà el nom del seu pare, Homer Groening. Després d'aparèixer durant tres temporades a The Tracey Ullman Show, la família Simpson va obtenir la seva pròpia sèrie a la FOX, que debutaria el 17 de desembre de 1989.
Homer i la seva esposa Marge tenen tres fills: Bart, Lisa i Maggie. Manté la seva família amb el sou que obté treballant a la central nuclear de Springfield. Homer encarna un seguit d'estereotips de la classe obrera americana: és vulgar, incompetent, maldestre, peresós i ignorant, beu en excés, és calb i té sobrepès. Malgrat la seva vida mundana i rutinària, al llarg de la sèrie viu moltes experiències remarcables.
En els curtmetratges i episodis primerencs, Castellaneta doblà Homer amb una vaga impressió de Walter Matthau; no obstant, a la segona i tercera temporades de la sèrie, la veu de Homer va evolucionar per tornar-se més robusta, oferint un ventall més ampli d'emocions. Homer ha aparegut a altra mèdia relacionada amb Els Simpson, incloent videojocs, The Simpsons Movie, The Simpsons Ride, anuncis i còmics, i ha inspirat una línia sencera de marxandatge. La seva frase més significativa, el gest de disgust "D'oh!", s'ha inclòs a The New Oxford Dictionary of English des del 1998 i a l'Oxford English Dictionary des del 2001.
Homer Simpson és un dels personatges més influents de la història de la televisió. El diari britànic The Sunday Times el va descriure com «la millor creació còmica dels temps moderns». Entertainment Weekly l'anomenà el millor personatge «dels últims 20 anys» l'any 2010, TV Guide el col·locà com el segon millor personatge animat (després de Bugs Bunny) i els teleespectadors de Channel 4 el votaren com el millor personatge de televisió de tots els temps. Pel seu doblatge de Homer, Castellaneta ha guanyat quatre Primetime Emmy Awards i un Annie Award. El 2000, Homer i la seva família obtingueren una estrella al Passeig de la Fama de Hollywood.

## Dades generals
En Homer Jay Simpson és el pare de família. Es podria definir com un personatge encantadorament estúpid.
Per una banda, és un home indesitjable: egoista, barroer i viciós, amant del “menjar escombraries” i de la cervesa Duff. A més, té atacs d'agressivitat –acostuma a sacsejar el seu propi fill- i és molt gandul; com ell mateix afirma, “si alguna cosa és difícil, no val la pena intentar-ho”. És un pare irresponsable que, generalment, sempre escanya al seu fill (Bart Simpson). A més, en un episodi, per por que el seu fill fos homosexual el va fer seure durant hores davant d'un cartell que anunciava tabac, amb tot de noies amb biquini. Oblida les coses que agraden a Lisa i també de vegades oblida l'existència de la seva filla menor Maggie. Deixant de banda tots aquests defectes, en Homer té una vessant tendre que el fa admirable: la devoció per la seva família, que el fa tenir sortides en contra del seu egoïsme habitual. N'és exemple el capítol “El saxo de la Lisa” en que, tot i que a Springfield hi ha una onada de calor sense precedents, en Homer inverteix els diners de l'aire condicionat en un saxo per la seva filla.
Homer treballa a la planta d'energia nuclear de Springfield com a cap de seguretat, al sector 7G, encara que en el seu cas particular «treballar» significa dormir i menjar (dònuts). Passa bona part de les seves estones lliures al (bar de Moe) amb els seus vells amics Barney Gumble, Carl Carlson, Lenny Leonard i Moe Szyslak. Quan està a casa seva, en general se'l veu estirat o assegut al sofà, gaudint d'un programa de televisió i envoltat de menjar i cervesa (duff).
Una raó del seu caràcter dèbil i egocèntric és el fet d'haver tingut una infància difícil com a fill d'una mare hippie, que gairebé no va conèixer, i d'un pare autoritari que es va preocupar poc per ell. Aquest i d'altres factors l'han convertit en un personatge insegur i excitable. Podem dir que en Homer experimenta una passió intensa però efímera per múltiples i diferents empreses. Això explica que sigui el personatge de la sèrie que ha tingut més feines: a part de l'oficial com a vigilant en una central nuclear, ha volgut ser pagès, astronauta, boxejador, paparazzi, guardaespatlles, etc.
El cas de la seva estupidesa és digne d'anàlisi. Al capítol “Lisa, la Simpson” s'explica que la branca masculina de la família té poca intel·ligència perquè està determinada indefectiblement per l'anomenat “gen de l'estupidesa”. Tot i així, en un altre capítol es demostra que la discapacitat d'en Homer la provoca un llapis de color allotjat al seu cervell des de petit i que, en el fons, té un coeficient d'intel·ligència de 105 (en lloc de 55). Quan li extreuen, en adonar-se que la seva capacitat no és reconeguda, se sent sol i frustrat i decideix tornar al seu estat anterior.
Sovint, el cervell d'en Homer es converteix en un personatge més que li ofereix consell i informació (tot i que no sempre se l'escolta).

## Salut
Quant a la seva salut, Homer té la increïble sort de seguir viu. En una ocasió va arribar a pujar de pes fins a 136 kg. S'ha trencat gairebé cada os del seu cos, ha estat blanc de trets de bala i de canó, víctima d'atacs cardíacs i ha rebut talls i ferides incomptables. Homer és estèril a causa de l'exposició prolongada a materials tòxics a la Central Nuclear de Springfield. Té sol un ronyó (el dret), ja que l'altre va ser trasplantat al seu pare, Abraham Simpson.
El cervell de Homer té una condició única: "La síndrome de Homer Simpson". Això li permet suportar diversos cops sense caure, la qual cosa va motivar a Moe a entrenar-lo per a boxejador, encara que la carrera de boxa d'Homer gairebé acabà amb la seva mort. El seu cervell també sofreix per l'excessiu consum de cervesa, i un llapis de color blau incrustat al cervell, explica la seva estupidesa (després d'extirpar-se'l es converteix en un geni, però se'l tornà a implantar).
Homer també sofreix de diversos problemes, el més obvi és la calvície masculina, però també pel gen de l'estupidesa masculina dels Simpson, que són anormalment curts i gruixuts. Han passat als seus fills mascles, per tant, només a Bart. Homer també sembla tenir lleugers problemes en la vista, requerint ulleres per llegir en algunes ocasions (malgrat que en un episodi revela que el seu major secret és que no sap llegir), i en algunes ocasions es posa lentilles.
Homer mesura 1,83 m i pesa uns 108 quilos.
L'alimentació d'Homer és poc equilibrada. La seva dieta inclou grans quantitats de:
- Greixos saturats: Hamburgueses, costelles de porc, pastissos i qualsevol aliment greixós.
- Calories buides: Li encanten especialment els dònuts, però es menja qualsevol dolç.
- Consumeix contínuament cervesa Duff.

La seva dieta no inclou fruita o verdura.

## Treball
Treballa en la planta nuclear, sector 7-G. En les primeres temporades, el seu lloc era confús, i no quedava clar si era un "tècnic supervisor" o "supervisor tècnic" encara que en alguns episodis es diu que Carl és el seu supervisor i en altres que ell és el cap de Lenny i Carl, paraules literals del Sr. Burns. Més tard es va convertir en inspector de seguretat.
Un estudi sobre televisió assenyala a Homer Simpson com el personatge de televisió que més treballs ha exercit, amb un total (fins a la data) de 127.